# Leuciscus microlepis
Leuciscus microlepis és una espècie de peix cipriniforme de la família dels ciprínids que es troba a Croàcia i Bòsnia i Hercegovina.